# Hans Liljedahl
Hans Liljedahl (Stoccolma, 7 aprile 1913 – Stoccolma, 9 novembre 1991) è stato un tiratore a volo svedese.

## Palmarès

### Olimpiadi
- 1 medaglia:
  - 1 bronzo (Helsinki 1952 nel trap)